# Позаматкова вагітність
Позаматкова вагітність (лат. graviditas extrauterina), також ектопічна вагітність (graviditas ectopica) — ускладнення вагітності, яке виникає, коли прикріплення заплідненої яйцеклітини відбувається поза порожниною матки.
Позаматкова вагітність зустрічається приблизно у 2 % від усіх вагітностей. За рідкісним винятком, позаматкова вагітність нежиттєздатна і нерідко небезпечна для здоров'я матері через внутрішні кровотечі. Позаматкову вагітність відносять до станів, які вимагають невідкладної медичної допомоги, оскільки без лікування вона може призвести до смерті.

## Патогенез
При нормальній вагітності запліднення яйцеклітини сперматозоїдом настає у матковій трубі, звідки зигота надходить у порожнину матки, де досить місця для розвитку плодового яйця. При позаматковій вагітності зигота не досягає порожнини матки і прищеплюється в трубі або виштовхується з труби у зворотному напрямку і прикріплюється в яєчнику або на навколишній очеревині. Оскільки поза маткою немає нормальних умов для розвитку ембріона, ворсини хоріона проникають у тканину органа і ушкоджують її, спричинюючи кровотечу в черевну порожнину (гемоперитонеум).

## Класифікація
За місцем розташування позаматкової вагітності розрізняють трубну (g. e. tubaria), яєчникову (g. e. ovarica), бахромкову (g. e. fimbrica), черевну (g. e. abdominalis) вагітності і вагітність в рудиментарному розі матки (g. in cornu rudimentario). Крім того, виділяють гетеротопічну вагітність (graviditas heterotopica), при якій є два плодових яйця, одне з яких розташоване в матці, а інше — поза нею. Трубна вагітність становить близько 90 % від усіх позаматкових вагітностей.

## Етіологія
У 30-50 % випадків причини позаматкової вагітності залишаються невідомими. До факторів ризику відносять запальні тазові захворювання, безпліддя, внутрішньоматкову контрацепцію, операції на маткових трубах (в тому числі стерилізація), куріння.
Чинники ризику розвитку позаматкової вагітності:
- перенесені раніше сальпінгоофорит, ендоміометрит, аборти;
- порушення гормональної функції яєчників;
- генітальний інфантилізм;
- ендометріоз;
- перенесені операції на внутрішніх статевих органах;
- підвищена активність трофобласта;
- аномалії розвитку маткових труб;
- спайковий процес у малому тазі внаслідок ендометріозу або гострого апендициту, а також інфекційних ускладнень після пологів або аборту;
- хірургічні втручання на маткових трубах — перев'язка, органозберігаючі операції з приводу позаматкової вагітності, операції з приводу безпліддя;
- використання внутрішньоматкових контрацептивів;
- порушення функції яєчників (гормональні порушення);
- штучне запліднення (екстракорпоральне запліднення з перенесенням ембріона або зиготи, штучне осіменіння);
- вік жінки старше 35 років.

## Клінічні ознаки

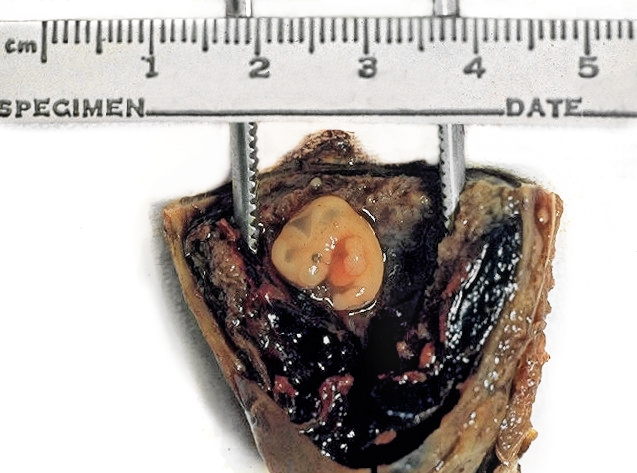
Трубна вагітність, груба патологія

На ранніх стадіях позаматкова вагітність за перебігом не відрізняється від маткової і може супроводжуватися нудотою, сонливістю, підвищеним апетитом, збільшенням і болючістю молочних залоз. Несприятливі прояви зазвичай з'являються в терміни від 5 до 8 тижнів з дня останньої менструації. До них належать:
- Біль. Він може бути ниючим, переймоподібним або ріжучим. Виникає біль внизу живота на одній стороні, а при розриві плодової крові в черевну порожнину може віддавати в задній прохід, підложкову область і плечі. Сечовипускання і спорожнення кишечника також можуть бути болісними.
- Кровотеча. Попри те, що при позаматковій вагітності кровотеча з пошкоджених судин відбувається в черевну порожнину, часто при цьому виникає і маткова кровотеча у зв'язку з падінням рівня прогестерону. Кровотеча може нагадувати менструацію, але в більшості випадків кров'янисті виділення бувають мізерними і тривають довго. Рясна маткова кровотеча зустрічається вкрай рідко.
- Шок. При великій крововтраті можуть спостерігатися втрата свідомості, блідість шкіри, падіння артеріального тиску, частий слабкий пульс.

## Діагностика
В усіх випадках затримки менструації, болів і кров'яних виділень лікар має підозрювати позаматкову вагітність. При проявах шоку, позитивному тесті на вагітність, відсутності плідного яйця в матці і великій кількості рідини в черевній порожнині за УЗД діагностувати позаматкову вагітності не становить труднощів.
В інших випадках визначальне значення має концентрація хоріонічного гонадотропіну (ХГЛ) в крові і трансвагінальне УЗД. Якщо рівень ХГЛ перевищує 1500 мМО/мл, а плодове яйце в порожнині матки не визначається, це може свідчити про позаматкову вагітність. Якщо рівень ХГЛ нижче 1500 мМО/мл, доцільне повторення аналізу через 48 годин. Приріст менше ніж в 1,6 рази, відсутність зростання або падіння рівня ХГЛ свідчать на користь позаматкової вагітності.
Виявлення плодового яйця поза маткою по УЗД трапляється досить рідко, в більшості випадків орієнтуються на такі ознаки, як відсутність плодового яйця в матці, наявність вільної рідини поза маткою і неоднорідного об'ємного утворення в області придатків на одній стороні.

## Лікування
Хірургічне. До операції вдаються в усіх випадках невідкладного стану з ознаками внутрішньої кровотечі. У більшості випадків проводять лапароскопічну операцію, при якій видаляють тільки плодове яйце чи маткову трубу при її розриві.

## Наслідки
Позаматкова вагітність може надалі призвести до безпліддя і повторної позаматкової вагітності. Імовірність нормальної вагітності та пологів становить близько 50 %, повторної позаматкової вагітності — близько 20 %, безпліддя — близько 30 %.